# Тургяляй
Тургя́ляй (до 1939 года по-русски местечко именовалось Тургели, реже Тургея; лит. Turgeliai, пол. Turgiele) — населённый пункт (местечко) на востоке Литвы в Шальчининкском районе, в 18 км к северо-востоку от города Шальчининкай.

## Инфраструктура
По местечку протекает река Мяркис. Шоссе соединяет с Шальчининкай, Яшюнай, Рудаминой. Имеются почтовое отделение, амбулатория, две гимназии с преподаванием на литовском и польском языках, библиотека, костёл Вознесения Пресвятой Девы Марии, часовня Святого Феликса де Валуа (памятник архитектуры). 
В 1832 году в Тургелях был похоронен скончавшийся в Вильно бывший ректор Виленского университета профессор Шимон Малевский.

## История
В 1500 году в Тургелях был построен первый костёл. В XVIII веке действовала приходская школа. Во время Российской империи деревня находилась в Ильинской волости Виленского уезда. В 1896-1909 годах был построен нынешний костёл. В годы немецкой оккупации в Тургелях действовал лагерь для советских военнопленных. С осени 1943 по июнь 1944 года части Армии Крайовой утвердились в деревне, образовав «Тургельскую республику». В советское время местечко было центром Тургельского сельсовета. В 2012 году декретом президента Литовской Республики был утвержден герб Тургяляй.

## Галерея

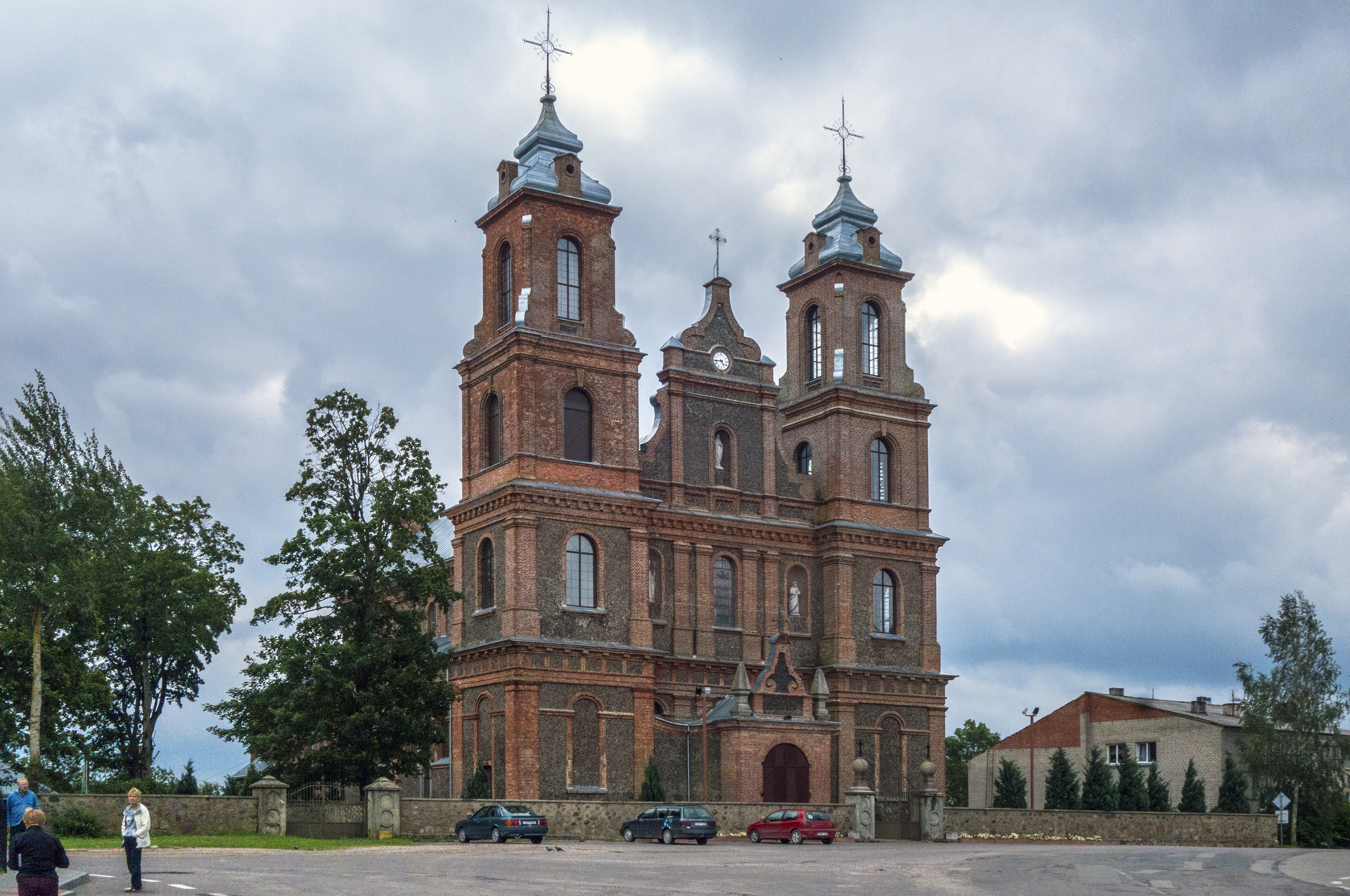
Костёл
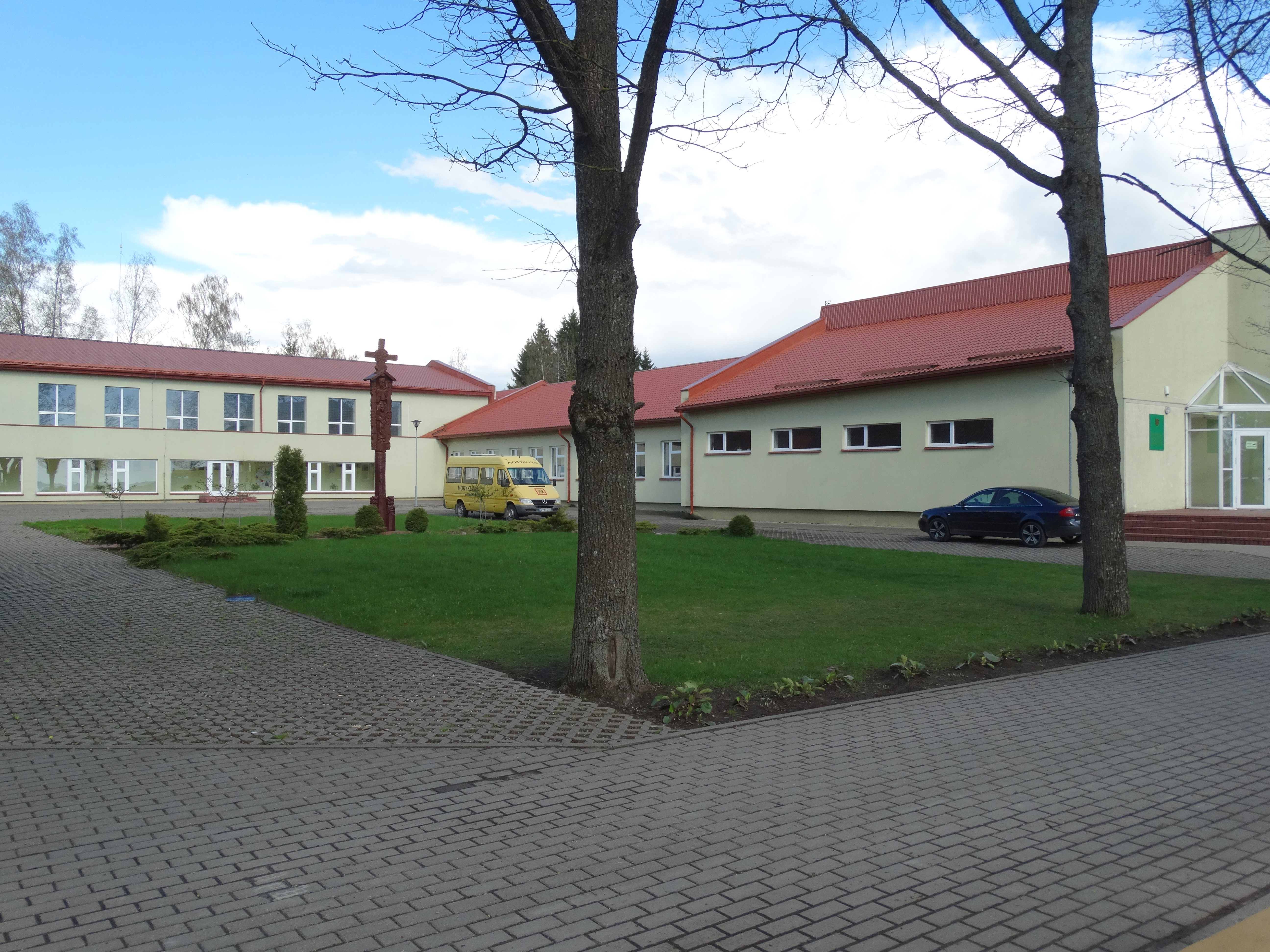
Гимназия
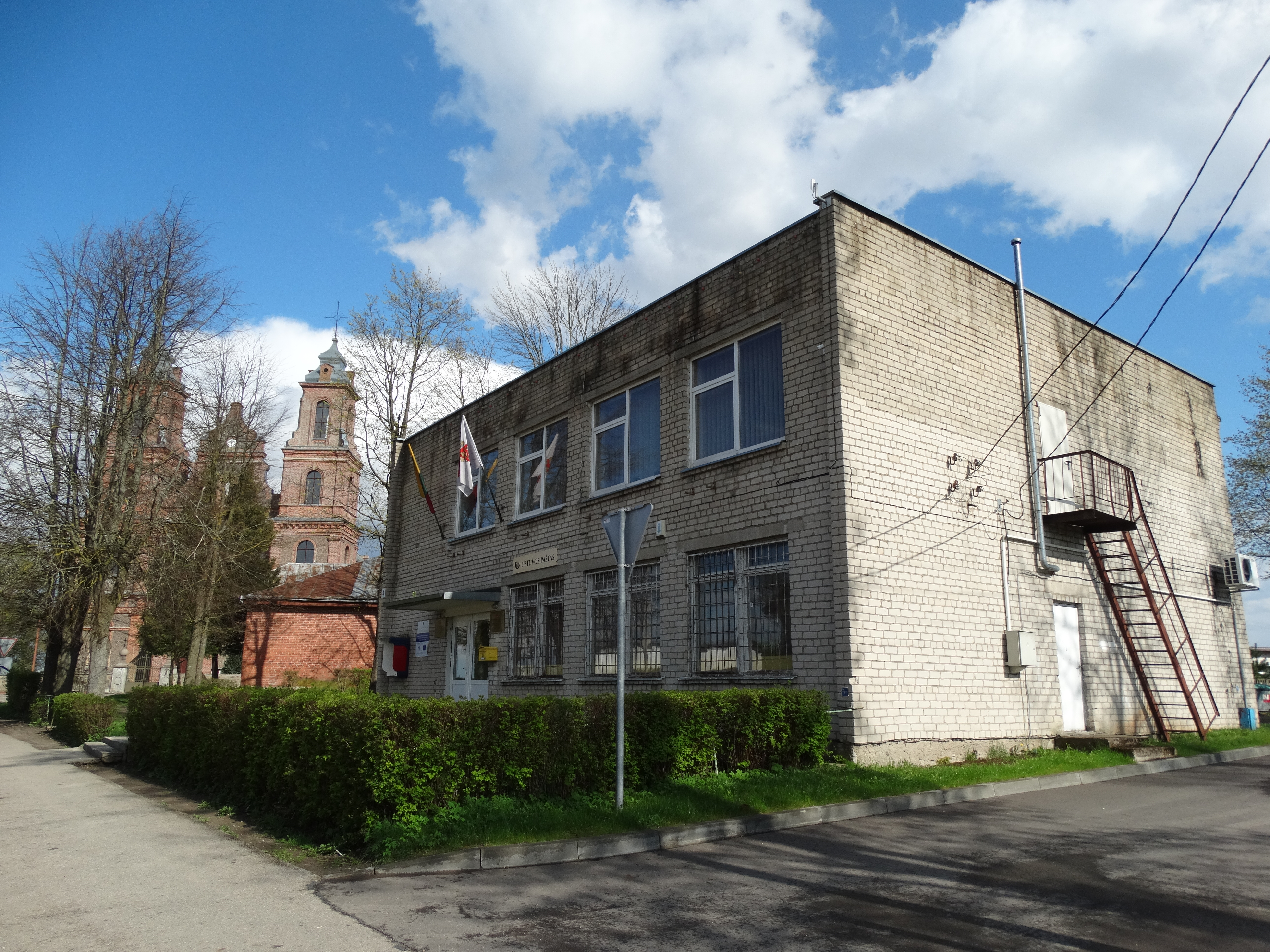
Староство
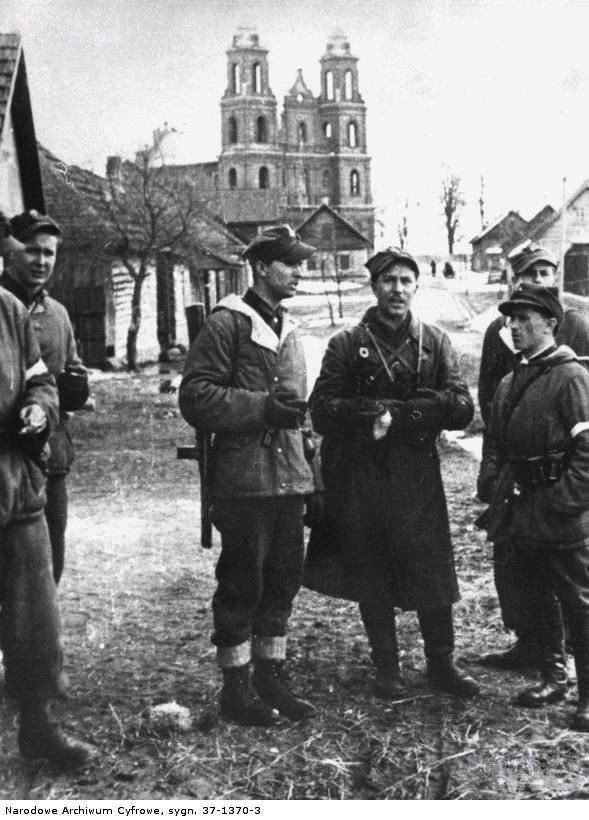
Бойцы Армии Крайовой в Тургелях